# Llista de monuments de Barberà de la Conca
Llista de monuments de Barberà de la Conca inclosos en l'Inventari del Patrimoni Arquitectònic Català per al municipi de Barberà de la Conca (Conca de Barberà). Inclou els inscrits en el Registre de Béns Culturals d'Interès Nacional (BCIN) amb la classificació de monuments històrics, els Béns Culturals d'Interès Local (BCIL) de caràcter immoble i la resta de béns arquitectònics integrants del patrimoni cultural català.
| Monument                                                | Protecció    | Estil/època                                   | Localització                                                        | Coordenades                                          | Codi?         | Imatge |
| ------------------------------------------------------- | ------------ | --------------------------------------------- | ------------------------------------------------------------------- | ---------------------------------------------------- | ------------- | --- |
| Castell de Barberà                                      | BCIN 509-MH  | Romànic XI-XVIII                              | Barberà de la Conca                                                 | 41° 24′ 41″ N, 1° 13′ 38″ E / 41.411453°N,1.227182°E | RI-51-0006583 | Castell de Barberà (Barberà de la Conca) · Vegeu més fotos d'aquest monument · Carregueu una nova foto d'aquest monument                  |
| Torre d'Ambigats                                        | BCIN 510-MH  | Romànic XI                                    | Barberà de la Conca Camí de Barberà a Prenafeta, partida d'Embigats | 41° 23′ 33″ N, 1° 14′ 02″ E / 41.392459°N,1.233784°E | RI-51-0006584 | Torre d'Ambigats (Barberà de la Conca) · Vegeu més fotos d'aquest monument · Carregueu una nova foto d'aquest monument                    |
| Celler Cooperatiu, o Celler de Dalt, Sindicat dels Rics | BCIN 1952-MH | Modernisme Cèsar Martinell i Brunet XX (1921) | Barberà de la Conca C. del Comerç, 20                               | 41° 24′ 36″ N, 1° 13′ 39″ E / 41.409997°N,1.227430°E | RI-51-0010771 | Celler Cooperatiu (Barberà de la Conca) · Vegeu més fotos d'aquest monument · Carregueu una nova foto d'aquest monument                   |
| Església parroquial de Santa Maria                      | BCIL 2011    | Barroc XVIII                                  | Barberà de la Conca C. de l'Església, 9                             | 41° 24′ 39″ N, 1° 13′ 45″ E / 41.410775°N,1.229084°E | IPA-12634     | Església parroquial de Santa Maria (Barberà de la Conca) · Vegeu més fotos d'aquest monument · Carregueu una nova foto d'aquest monument  |
| Celler de la Societat de Barberà o Sindicat dels Pobres |              | Obra popular XX (1901), XX Mitjan             | Barberà de la Conca Ctra. de Montblanc, km 2                        | 41° 24′ 34″ N, 1° 13′ 18″ E / 41.409424°N,1.221636°E | IPA-12637     | Celler de la Societat de Barberà (Barberà de la Conca) · Vegeu més fotos d'aquest monument · Carregueu una nova foto d'aquest monument    |
| Antiga església parroquial d'Ollers                     |              | Barroc XVIII                                  | Barberà de la Conca Ollers                                          | 41° 26′ 00″ N, 1° 13′ 08″ E / 41.433389°N,1.218754°E | IPA-12640     | Antiga església parroquial d'Ollers (Barberà de la Conca) · Vegeu més fotos d'aquest monument · Carregueu una nova foto d'aquest monument |
| Església de Santa Maria d'Ollers                        |              | Obra popular XX Mitjan                        | Barberà de la Conca Pl. de la Pau, Ollers                           | 41° 26′ 02″ N, 1° 13′ 08″ E / 41.433905°N,1.218803°E | IPA-12641     | Església de Santa Maria d'Ollers (Barberà de la Conca) · Vegeu més fotos d'aquest monument · Carregueu una nova foto d'aquest monument    |
| Cal Cavaller                                            |              | Obra popular                                  | Barberà de la Conca Pl. de la Pau, 7, Ollers                        | 41° 26′ 03″ N, 1° 13′ 07″ E / 41.434102°N,1.218621°E | IPA-12642     | Carregueu una nova foto d'aquest monument                                                                                                 |
| Pou de tracció manual o Pou d'Ollers                    |              | Obra popular XVIII-XIX                        | Barberà de la Conca C. de l'Església, Ollers                        | 41° 26′ 02″ N, 1° 13′ 05″ E / 41.433809°N,1.218104°E | IPA-12643     | Pou de tracció manual (Barberà de la Conca) · Vegeu més fotos d'aquest monument · Carregueu una nova foto d'aquest monument               |
| Molí de l'Amorós                                        | BCIL 2016    | Obra popular                                  | Barberà de la Conca A l'esquerra del riu Anguera                    | 41° 24′ 15″ N, 1° 12′ 00″ E / 41.404168°N,1.200115°E | IPA-12644     | Molí de l'Amorós (Barberà de la Conca) · Vegeu més fotos d'aquest monument · Carregueu una nova foto d'aquest monument                    |
| Molí de la Canal o Molí del Guineu                      |              | Obra popular                                  | Barberà de la Conca A l'esquerra del torrent de Barberà             | 41° 25′ 00″ N, 1° 13′ 28″ E / 41.416738°N,1.224573°E | IPA-12645     | Molí de la Canal (Barberà de la Conca) · Vegeu més fotos d'aquest monument · Carregueu una nova foto d'aquest monument                    |
| Molí del Sec                                            |              | Obra popular                                  | Barberà de la Conca A la dreta de la riera del Pont de la Fusta     | 41° 24′ 19″ N, 1° 12′ 12″ E / 41.405233°N,1.203348°E | IPA-12646     | Carregueu una nova foto d'aquest monument                                                                                                 |
| Molí del Roc                                            |              | Obra popular                                  | Barberà de la Conca A l'esquerra del barranc Xano                   |                                                      | IPA-12647     | Carregueu una nova foto d'aquest monument                                                                                                 |
| Els Molinots, o els Molinets                            |              | Obra popular                                  | Barberà de la Conca A la dreta del torrent de Barberà               | 41° 25′ 26″ N, 1° 12′ 43″ E / 41.424021°N,1.211972°E | IPA-12648     | Carregueu una nova foto d'aquest monument                                                                                                 |
| Abeurador i safareig públic                             | BCIL 2016    | XVIII                                         | Barberà de la Conca C. Societat, 61                                 | 41° 24′ 48″ N, 1° 13′ 41″ E / 41.41322°N,1.22794°E   | IPA-32549     | Abeurador i safareig públic (Barberà de la Conca) · Vegeu més fotos d'aquest monument · Carregueu una nova foto d'aquest monument         |
| Rentador de la Bessonera                                | BCIL 2016    | Obra populaXVIII                              | Barberà de la Conca                                                 |                                                      | IPA-32561     | Carregueu una nova foto d'aquest monument                                                                                                 |
| Porxo del Promasó                                       | BCIL 2016    | Obra popular                                  | Barberà de la Conca C. Promasó - c. de l'Església                   | 41° 24′ 40″ N, 1° 13′ 42″ E / 41.41124°N,1.22822°E   | IPA-32569     | Carregueu una nova foto d'aquest monument                                                                                                 |
| Font Gitarda                                            | BCIL 2016    |                                               | Barberà de la Conca C. Salut, 1                                     |                                                      | IPA-32570     | Carregueu una nova foto d'aquest monument                                                                                                 |
| Magatzem de Cal Civit                                   | BCIL 2016    | XX                                            | Barberà de la Conca C. Comerç, 44                                   | 41° 24′ 36″ N, 1° 13′ 44″ E / 41.410118°N,1.228769°E | IPA-32573     | Carregueu una nova foto d'aquest monument                                                                                                 |
| Portal de Baix                                          | BCIL 2016    |                                               | Barberà de la Conca C. Joan Esplugas                                | 41° 24′ 38″ N, 1° 13′ 34″ E / 41.410664°N,1.226001°E | IPA-32581     | Carregueu una nova foto d'aquest monument                                                                                                 |
| Pont d'Ollers                                           | BCIL 2007    | Obra popular                                  | Barberà de la Conca Riu Anguera, Ollers                             | 41° 25′ 50″ N, 1° 13′ 13″ E / 41.430535°N,1.220139°E | IPA-36722     | Pont d'Ollers (Barberà de la Conca) · Vegeu més fotos d'aquest monument · Carregueu una nova foto d'aquest monument                       |
| Casa de la Societat                                     | BCIL 2011    | Eclecticisme XIX (1897)                       | Barberà de la Conca C. de la Societat, 37                           | 41° 24′ 44″ N, 1° 13′ 33″ E / 41.412173°N,1.225875°E | IPA-40176     | Casa de la Societat (Barberà de la Conca) · Vegeu més fotos d'aquest monument · Carregueu una nova foto d'aquest monument                 |
| Abadia de Barberà                                       |              | Obra popular XVIII                            | Barberà de la Conca C. de l'Església, 7                             | 41° 24′ 40″ N, 1° 13′ 42″ E / 41.411062°N,1.228337°E | IPA-40177     | Abadia de Barberà (Barberà de la Conca) · Vegeu més fotos d'aquest monument · Carregueu una nova foto d'aquest monument                   |
| Font Vella                                              | BCIL 2016    | Barroc XVIII                                  | Barberà de la Conca Pl. de la Font Vella                            | 41° 24′ 47″ N, 1° 13′ 41″ E / 41.413062°N,1.228073°E | IPA-43594     | Font Vella (Barberà de la Conca) · Vegeu més fotos d'aquest monument · Carregueu una nova foto d'aquest monument                          |